# Vayres-sur-Essonne
 Vayres-sur-Essonne  es una población y comuna francesa, ubicada en la región de Isla de Francia, departamento de Essonne, en el distrito de Étampes y cantón de La Ferté-Alais.

## Demografía
| 280 | 351 | 455 | 578 | 767 | 810 |
| Para los censos de 1962 a 1999 la población legal corresponde a la población sin duplicidades (Fuente: INSEE [Consultar]) |     |     |     |     |     |

## Ciudades hermanadas
Vayres-sur-Essonne no tiene relación de hermanamiento hasta la fecha.